# Mujdei
Mujdeiul este un sos picant de usturoi tocat/frecat cald sau rece folosit în bucătăria românească. 

## Etimologie
Cuvântul provine din sintagma must de ai, unde ai este o formă arhaică / regională pentru termenul de „usturoi”. Alții cred că denumirea s-ar trage de la expresia franțuzească mousse d'ail.

## Ingrediente

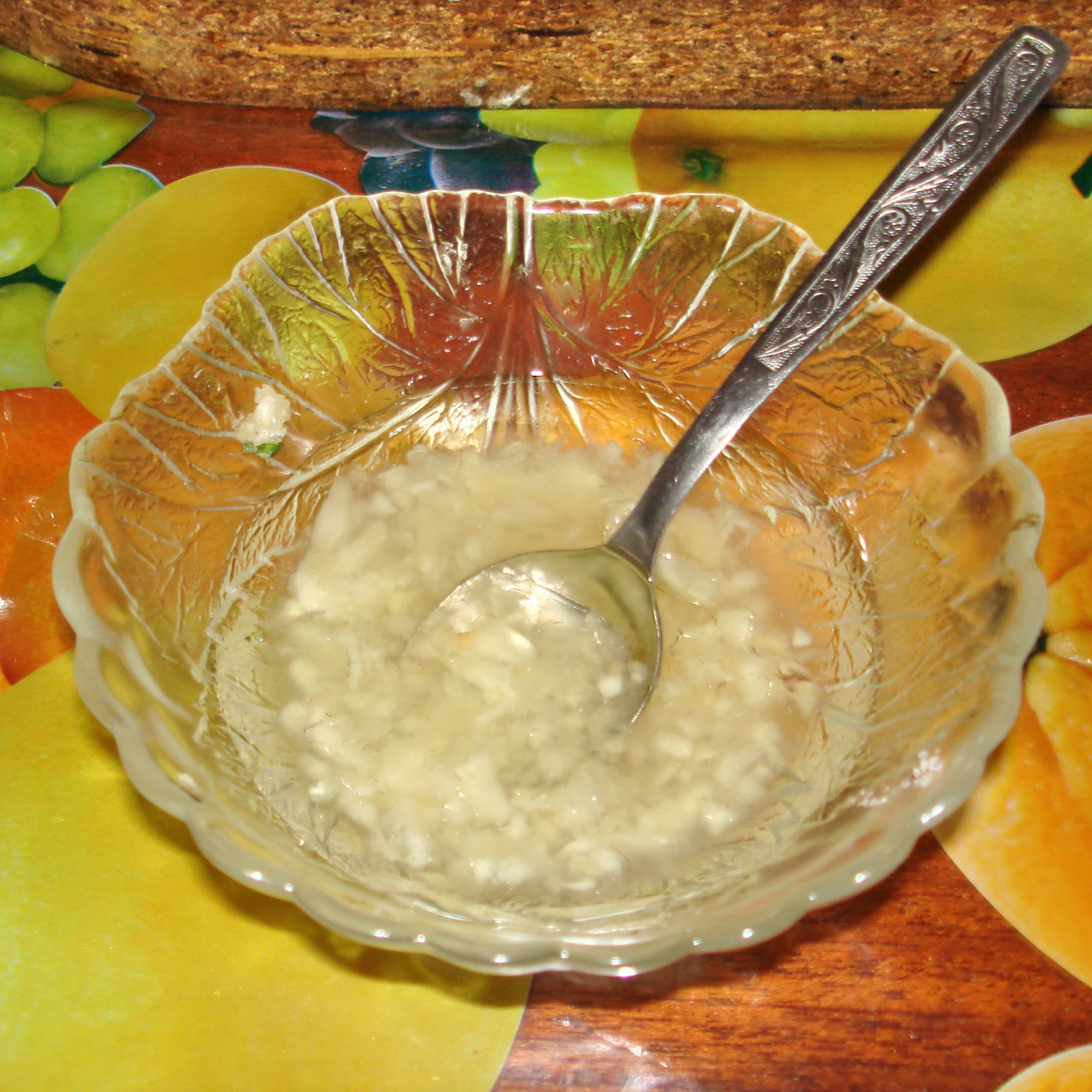
Mujdei 2

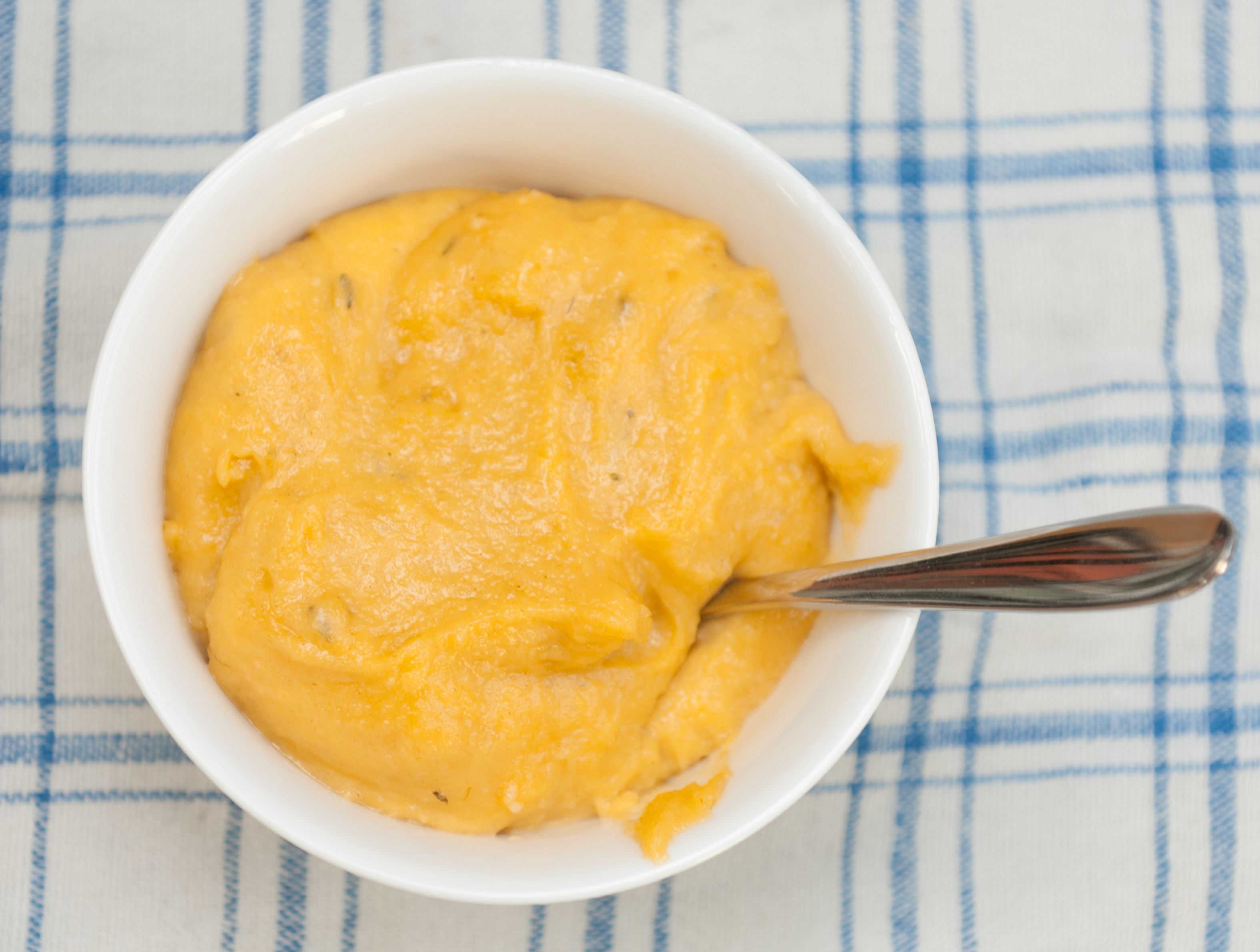
Rouille

Obligatoriu sunt căpățâni de usturoi, sare, apă sau zeamă de carne fierbinte. Opțional se poate adaugă: lămâie sau oțet, ulei, ardei iute și, depinde de regiune (vezi mai jos), verdețuri, smântână sau roșii prăjite.

## Mod de preparare
Mujdeiul se prepară prin zdrobirea/frecarea cățeilor de usturoi într-un mojar cu sare și apă fierbinte sau tocat în cubulețe mici, sărat și numai opărit cu apă fierbinte, opțional sub adăugare de puțin ulei și/sau un ardei iute. Astfel închise într-un borcan se țin pentru mult timp.

## Variații
În funcție de zona geografică se pot găsi sosuri de mujdei lărgite.
- Mujdei dobrogean cuprinde roșii (prăjite), ardei iute, oțet sau lămâie, untdelemn fierbinte, pătrunjel tocat;
- Mujdei moldovenesc cu bulion de carne sau legume:
- Mujdei oltenesc cu oțet, untdelemn, mărar tocat;
- Mujdei transilvănean cuprinde smântână, oțet de mere, o linguriță de miere, tarhon bine tocat;
- Mujdei dunărean cald usturoi pisat într-un sos alb (unt, faină, supă de carne), oțet. Se lasă să freamăte 10 minute pe foc dulce, amestecând din când în când.

## Utilizare
Mujdeiul se potrivește de exemplu la ciolan afumat, mămăligă, mititei, pește în saramură sau o căpiță de guvizi de mare respectiv de baltă crocanți, prăjiți în mălai, precum în multe mâncăruri de pui, porc, pește, fasole și alte păstăi. Afumătura, rasolul și friptura se ung cu un mujdei cald.

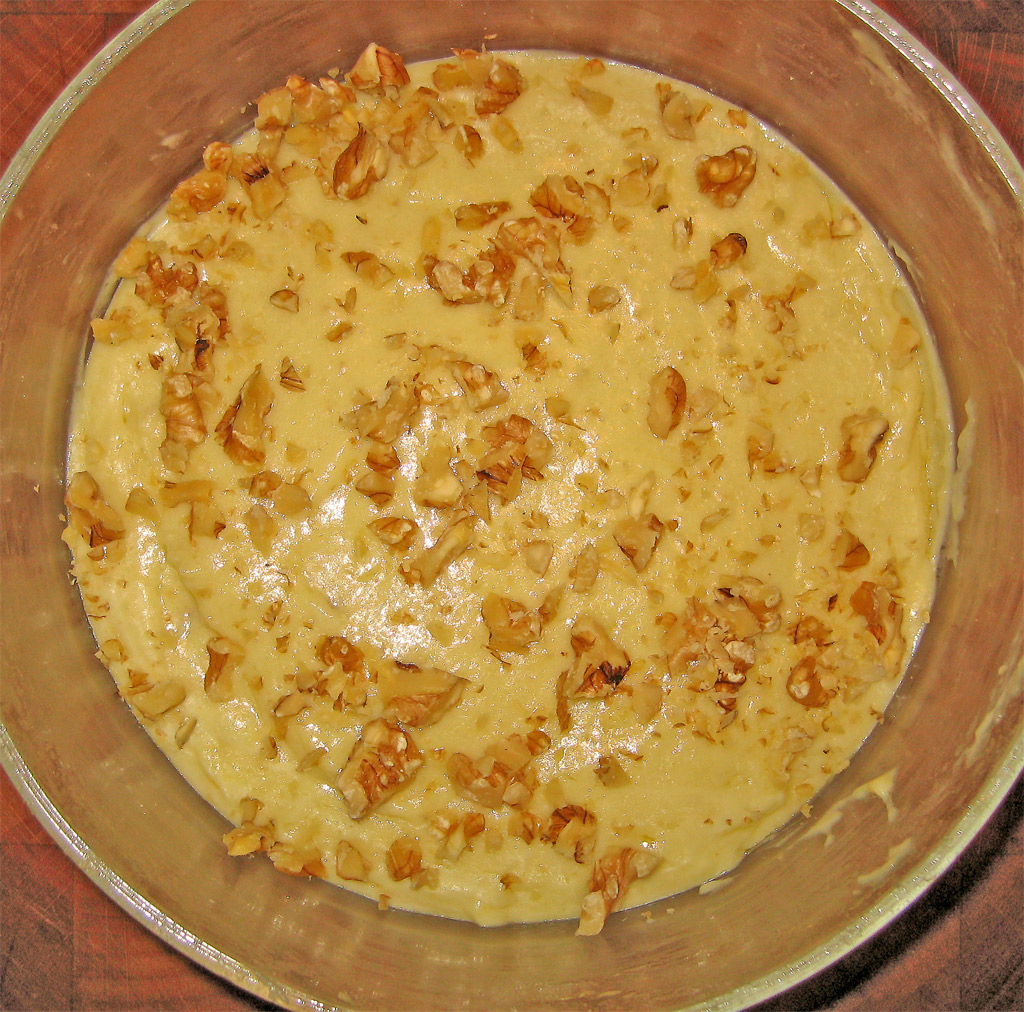
Scordolea

## Asemănător
- Allioli, o pastă mediteraneană pe bază de maioneză, produsă cu usturoi
- Rouille,  sos de usturoi cu ardei iuți, ulei de măsline, un cartof mic fiert moale sau pesmet și șofran, servit mereu cu supa Bouillabaisse⁠(fr)[traduceți], dar și cu alte mâncăruri preponderent de pește[5]
- Scordolea, sos de usturoi cu nuci (Grecia și România)